# ピクミン4
『ピクミン4』（英: PIKMIN 4）は、任天堂より2023年7月21日（体験版は6月29日）に発売されたNintendo Switch用ゲーム。2001年発売の『ピクミン』から続くピクミンシリーズのナンバリングタイトル4作目で、2013年発売『ピクミン3』から10年ぶりの続編。Nintendo Switch用のピクミンシリーズゲームとしては、2020年発売の移植作品『ピクミン3 デラックス』以来で、初の新作シリーズとなる。日本国内の売上が100万本以上を記録し、シリーズ初のミリオンセラーとなった。

## ゲームシステム
本作のストーリーは『ピクミン2』同様二部構成になっており、第一部ではレスキュー隊の新米隊員である主人公が、ピクミンたちのいる惑星（以下：PNF-404）へ赴き、救助犬のオッチンや現地の生物ピクミンとともに、二重遭難したほかの隊員たち、そして遭難のきっかけとなったキャプテン・オリマーを救うまでの物様子が描かれている。第一部クリア後に解放される二部では、様々な目的でこの惑星に来た一般の遭難者全員の救助と、しっぽに葉っぱが生えたオッチンを助ける事を目的に行動する事になる。なお、過去作との関係については明かされていない。
本作では新キャラクターである宇宙犬・オッチンが登場し、原生生物などを運べるほか、主人公やピクミン達を背中に乗せて移動することなどができる。また隊長のシェパードの訓練を行うと能力が上がるアップグレード要素も導入された。また新たに氷ピクミンとヒカリピクミンが登場する。氷ピクミンは水面を凍らせて足場を作ることができる。一方、ヒカリピクミンは後述する「夜の探索」モードのみに現れるピクミンであり、浮遊能力などを有する
また、プレイヤーは主人公の見た目（肌・髪型・表情・体型など）と名前を自由にカスタマイズすることができる。さらに、本作ではストーリーモードでも2人プレイが可能であり、一方が敵に狙いを定めてものを投げつける「エンゴ射撃」といった遊び方ができる。これまで通常のプレイは、ピクミンを俯瞰した視点で行われてきたが、より地面に近いピクミンと同じ視点でのプレイが開発されている。
| 解放される機能     | 説明                                     | 遭難者       |
| ------------------ | ---------------------------------------- | ------------ |
| レスキュー訓練     | オッチンの能力を高める訓練               | ジェパード   |
| 探索へ行く         | 通常の各エリアを探索するモード           | コリー       |
| カイハツラボ       | シザイを用いた隊員ソウビ・アイテムの制作 | ラッセル     |
| 夜の探索へ行く     | ヒカリヅカを原生生物から守るモード       | パピヨン     |
| オリマー遭難記     | 15日以内に宇宙船パーツを集めるモード     | オリマー     |
| オタカラ図鑑       | 獲得したオタカラが収録される図鑑         | シュナウズ   |
| 原生生物図鑑       | 出会った原生生物が収録される図鑑         | ダルメッシュ |
| ダンドリチャレンジ | クリア済みダンドリチャレンジの再挑戦     | ジン         |
| ダンドリバトル     | クリア済みダンドリバトルの再挑戦         | コギロー     |
| イメチェン         | 主人公の見た目の変更                     | プデル       |

パピヨンを助けるとプレイ可能になるモードで、狂暴化した原生生物から朝までヒカリヅカを守り切るのが目的である。夜の探索を一度すると1日が経過する。各エリアに3つずつ探索する場所があり、昼間に登録した拠点の場所を中心に探索する。使用できるピクミンはヒカリピクミンのみであり、それ以外のピクミンは使用できない。
最初にヒカリヅカからヒカリピクミンを数匹放出されるので、ヒカリぺレットをヒカリヅカに運び、ヒカリピクミンを増やす。ヒカリヅカより小さいオトリヅカは触れると光り出し、遠くのペレットを運ぶ時の中継地点や敵のおとりなどに活用できるようになる。夜になると原生生物が凶暴化し、目が赤くなる。中にはドドロのような夜限定の原生生物もいる。強い原生生物を倒すと、ヒカリペレットを得られる場合があるほか、ドドロは孵化する決まった時間までに卵を破壊すれば相手にせずにスルーできる（が、生物図鑑を埋めるには王の穴にいる個体でも可能な条件を入れ、一度は孵化させる必要がある）。
朝までヒカリヅカを守ると、ヒカリヅカがヒカリのミツを出す。ヒカリヅカは一つの場合と二つの場合があり、二つの場合はどちらか一つでも壊されると失敗になってしまうが、朝まで守り切った場合は二つのヒカリのミツを出す。また、ヒカリピクミンが全滅してもヒカリヅカが数匹ヒカリピクミンを放出する。

### ステージ
ゲームを開始すると、室内を舞台とした「一番星のかくれ家」というステージがはじまり、ここではオリマーとモスを操作する。その後、本編の第一部が始まり、新米レスキュー隊員である主人公と救助犬オッチンを操作してレスキューキャンプを探索していく。このレスキューキャンプは主人公たちの拠点としても運用され、ほかの遭難者を救助していくことで機能やサイドミッションなどが解放されていく仕組みとなっている。
ステージ解放には通貨に相当する「キラキラエネルギー」を集める必要があり、オタカラや地下の原生生物の死骸を集めるとキラキラエネルギーが溜まる。また、レスキューキャンプ内の「カイハツラボ」を解放することで、探索で見つかるシザイを用いてアイテムや隊員ソウビを作ることができる。また、「カイハツラボ」では、シザイを増やしたり、ステージ内の一部ギミックを作ることもできる。
レスキューキャンプ
本作における拠点。
ひだまりの庭
主人公たちがレスキューキャンプ設営後にはじめて探索するステージであり、体験版もこのステージが採用されている。
花ふぶきの楽園
至る場所に桜の花びらが散っており、タテ穴が多い。オリマー遭難記編はここで種火と藁が登場する。また、オリマー遭難記ではモスとここで出会う。
とこなぎの浜辺
海辺を舞台にしたステージで、一日の半分で満潮と干潮が入れ替わる。満潮時と干潮時で水場を凍らすための氷ピクミンの数が変化するほか、水中のお宝も多い。本編もオリマー編も後半で干潮になるが、夜の探索では常に干潮の状態となる。
一番星のかくれ家
本作の最重要ステージで、本編中盤にオリマーを救助するために向かうほか、序盤のチュートリアルでオリマーとモスを使ってプレイする。唯一建物内が舞台のステージ。オリマーを救助し夜の探索で葉っぱ状態を直すと第一部のエンディング。オリマー遭難記はここがラストステージで、突入の際には再びチュートリアルと同じ流れで進めハリアラシ撃破後にタカラサンショウを撃破してから探索が開始。なお本ステージではオリマー編でも本編と同じBGMとなっている。
巨人のかまど
第二部で解放されるステージ。地上では種火と藁がここで登場。ステージ名の通り、大柄な原生生物が多い。
追憶の原生林
第二部で解放されるステージで、実質上の最終面。最終ダンジョンの道は来た段階では岩でふさがれており、最後のダンドリバトルに勝利して救出すると翌日に解放される。至る所に泥沼が存在し、凍結していないと嵌ってない場所があったり、毒を出す仕掛けや原生生物、さらに1000匹分必要なお宝など、最終マップに相応しい難易度。

#### 地下洞窟
はじまりの抜け道
物語の最初からレスキューキャンプに向かう道。
なごりの氷穴
ひだまりの庭にあり、氷ピクミンが初登場する。店頭向けの体験版ではこの洞窟のみ登場し、お宝も製品版と異なる。
猪進の穴ぐら
ひだまりの庭にある洞窟で、「トッシン」や「ケンチク」の新要素を試すようなステージ。
焼きおこし工房
ひだまりの庭にある洞窟で、名前の通り炎のギミックやパンやお菓子のお宝が多い。
手分けファクトリー
ひだまりの庭にあり、主人公とオッチンの切り替えでベルトコンベアーを動かしながら先に進む。穴に入った時点で主人公とオッチンが離れ離れになるのはここだけである。
山頂の地下水脈
ひだまりの庭の山頂に向かう途中にあり氷ピクミンで水場を凍らせて進む場面がある。
まっくらトンネル
花ふぶきの楽園にあり、その名の通り真っ暗。１フロアしかないがマップは複雑でかなり広い。ここで一度きりしか登場しない原生生物もいる。
ひミツの坪庭
花ふぶきの楽園にあり、エキスに擬態した目玉焼きのような生物が登場するほか、葉っぱに擬態したモンスターも登場。
ふっとばされ回廊
花ふぶきの楽園にある。サーキュレータで別の足場に飛びながら進む鉄鋼ステージ。
けだものの王国
花ふぶきの楽園にあり、チャッピー系が多数登場。最下層は「2」のデメマダラの王国の最下層のリメイクのような地形だが、ダイオウデメマダラが2体登場する。
海底リゾート
とこなぎの浜辺にあり、水場と陸で形成されたフロアが続く。よく見ると壁が水族館のようになっている。
氷温サウナ
とこなぎの浜辺にある。冷気で覆われたエリアが登場し、画面周りに霜が出るエリアでは氷ピクミン以外は凍えてしまう。ドライアイスを破壊すると元に戻る。
スクラップディスコ
とこなぎの浜辺の洞窟で唯一水、氷とかかわらないステージ。無機質な構造のマップで厄介な仕掛けや敵が多い。またすべてのフロアが奈落のある鉄鋼面かつ暗闇となっており、難易度はかなり高い。
深海の城
とこなぎの浜辺にある、「2」の水中の城のリメイクのようなステージ。アメボウズが時間経過で出現するのも同様。クリア後は高台の入り口からも入れ、他の色のピクミンも入れることができるようになる。
ぶんどりレストラン
一番星のかくれ家にあり、パンモドキとオオパンモドキが登場する。子供部屋のような構造も「2」の食神の台所に似るが「深海の城」とは違いほぼ作り直されている。
まがいものの巣窟
一番星のかくれ家にある。宝センサーを狂わせている生物が登場。上層階は水場、下層階は鉄筋と構造も変化する。
火事場の冷凍庫
一番星のかくれ家にあり、「氷温サウナ」と同じく冷気のステージだが、入り口は点火したコンロにあるので赤ピクミンしか入れず、主人公・オッチンともに耐火装備が必要となる。種火を使って藁を燃やしたり氷のギミックを対処するなど、難易度は高くなっている。
夢のレジデンス
巨人のかまどにある。広大なおもちゃ箱のようなステージで久々の1フロア面。トランプを集めて金庫を開ける仕掛けが再登場するが、ジョーカーの絵柄もある。
けだもののゆりかご
巨人のかまどにあり、原生生物が密集しているフロアが多い。ボスのクイーンチャッピーはベビーチャッピーを産むタイプ。
最終兵器実験場
巨人のかまどにあるステージで全フロアが鉄鋼面でピクミンに奈落の危険性あるほか、ギミックも複雑。ボスはダマグモキャノンで「2」の地下の秘密基地の最下層を再現している。
ヘドロが池
追憶の原生林にあり、足場を外すとはまって動けなくなる泥沼のエリアがメイン。地下2階はヘッドランプがないと非常に暗く、さらに難易度が増す。
蟲だまり
追憶の原生林にある。狭いフロアに原生生物が大量発生しており、繊細な操作が試される。
王の穴
追憶の原生林にある、事実上の最終ステージ。だがスパニエルを救助すれば未クリアの洞窟があっても入ることはできる。全20階層と「2」を含めても最多であり、これまで戦ったボスが総登場する。最下層にいるボスを倒せればルーイを救出できる。

### ダンドリバトル
二人で回収したオタカラや原生生物の得点を競う、『ピクミン2』の「2Pバトル」や『ピクミン3』の「ビンゴバトル」に近いモード。ステージの入り口はオレンジ色のマンホール。ストーリーモードでは葉っぱ人からの挑戦を受けるという形でダンドリバトルを行う。またタイトル画面からは21Pと2Pに分かれての対戦はもちろん1PとCOMに分かれての対戦や1P&2PとCOM（2vs2）に分かれての対戦も可能である。

#### ステージ（ダンドリバトル）
こてしらべの戦い
本作最初のダンドリバトルのステージ。赤ピクミンが登場する。
戦場のおもちゃ箱
2番目のダンドリバトルのステージ。氷ピクミンが登場。ここからプレミア品が登場し、指定されたお宝または原生生物の死骸を回収するとポイントが倍増する。
風雲ダンドリ城
3番目のダンドリバトルのステージ。黄ピクミンが登場する。ここから高得点を得られる祝福のオフランスと敵陣営のポイントを半減できる逆転バクダンが登場。
決戦のオアシス
4番目のダンドリバトルのステージ。第一部のラストバトルであり主人公・オッチンと例の葉っぱ人・モスの決戦が描かれる。岩ピクミンが登場する。
熱砂の決闘場
第二部から登場。5番目のダンドリバトルのステージ。ここからはルーイと対戦する事になる。赤ピクミンが登場し、種火と藁の組み合わせも登場。
最果ての闘技場
第二部から登場。最後のダンドリバトルのステージ。羽ピクミンが登場。後半になるとエリア中央にハゲダマグモが出現する。

### ダンドリチャレンジ
上記のダンドリバトルが2人で点数を競うのに対し、ステージ上にあるオタカラを制限時間内にどれだけ速く運べるかを挑戦するモードである。このモードでは何度やってもクリアできなかった場合、ディンゴにお願いをして、代わりにクリアしてもらうことができる。ダンドリバトルの入り口が地上にあるのと同じく、ダンドリチャレンジの入り口も地上に通常の洞窟の入り口と色違いで灰色になっている。その他、入り口の近くに葉っぱ人が立っているという特徴がある。

#### ステージ（ダンドリチャレンジ）
ダンドリ養成所
最初のダンドリチャレンジのステージ。赤ピクミンを使いチャッピー系統を倒しながらお宝を回収する、まさに基本を覚えるためのステージ。
炎と電気の実験室
2番目のステージ。その名の通り赤と黄ピクミンを併用して炎と電気のトラップや生物を処理しながら進む。
石つぶて研究所
3番目のステージ。赤・岩ピクミンが登場し、コガネモチから得られるゲキカラスプレーやバクダン岩の使いどころなど硬い壁をいかに早く壊せるかが鍵となる。ゲキカラ発動中は強化関係なくトッシン一撃で壁を壊せる。
バスルーム教習所
4番目のステージ。青・岩ピクミンが登場。水の中のお宝を青で回収し岩で原生生物の早く倒せるかが鍵。
水わたりスクール
5番目のステージ。同じく水にまつわるが、氷ピクミンをうまく使い水場を凍結・解凍させながら早くお宝を回収できるかがポイントとなる。
超重配送センター
6番目のステージ。初期状態では黄・氷ピクミンが登場して攻略し、後半に紫ピクミンに変換して重いお宝を運ぶ。オッチンのパワーが難易度を大きく変える。ダンドリチャレンジでは唯一拠点の移動があるミッションでもある。
天空の焼却炉
7番目のステージ。赤ピクミンで種火を使い藁を燃やして羽ピクミンでいかに早くお宝を回収できるかがポイント。ベルトコンベアも登場。
分業用冷凍庫
8番目のステージ。その名の通り冷気に覆われており、種火のないエリアでは赤ピクミンは凍えてしまう。
テキパキ水族館
9番目のステージ。水場と陸に分かれたステージで黄と青を使い分けいかに最短ルートで回収できるかがポイント。2024年3月30日、31日に開催されたダンドリ検定福岡会場はここが課題ステージとなった。
ひらけゴマ道場
10番目のステージ。主人公とオッチンで連携してゲートを開閉しながらうまく進める。
断崖アスレチック
11番目のステージ。下層エリアにあるバネからピクミンを上層階に投げ入れ、オッチン専用の抜け道で上層にオッチンを運び運んだピクミンでヒモを落とすことで主人公も上層階に行けるようになる。バクダン岩とゲキカラスプレーの使い時が命運を握る。
切磋琢磨のオアシス
最後のステージ。立体的な構造で埋まっているピクミンが多く、ヒッコヌキ笛があるとないで難易度が大きく変わる。最深部の毒エリアからは羽ピクミンを使用すれば近道してくれる。また、羽ピクミンでトツゲキを上手く使えばスタート付近の段差の上の宝を上り粘土を建築せずに回収する裏技もできる。2024年11月23日、24日のダンドリ検定東京会場ではここが課題ステージに。

### オリマー遭難記
メインストーリーの一つ目のエンディングを見た後、救助したオリマーに話しかけるとプレイできるようになるモード。オリマーがこの星（PNF-404）に遭難して、パーツを集めていた最中の話を、プレイすることができる。このモードでは、1日の時間が本編よりも短い。
ステージ上のギミックが変わっており洞窟などのない、メインストーリー四つ目の一番星のかくれ家までのステージを、パーツを回収していき解放していき探検をする。また、15日以内に30個パーツを回収しないとゲームオーバーになる、というシリーズ一作目の『ピクミン』と似たストーリーとなっている。そのためクリアするには、高いダンドリ力が求められる。なお、このモードをクリアすると、『葉っぱ仙人の挑戦状』が、プレイ可能になる。

### 葉っぱ仙人の挑戦状
オリマー遭難記をクリアした後に遊べる、制限時間内に指定された条件の達成を目指すモード。伍ダンをクリアすると白オニヨンが、終ダンをクリアすると紫オニオンが手に入る。
| タイトル            | 使用ピクミン       | 勝利条件                                           | ステージの構造 |
| ------------------- | ------------------ | -------------------------------------------------- | --- |
| 初ダン 出目斑の根城 | 赤・氷ピクミン     | 原生生物を全て倒す                                 | ダンドリバトル「断崖アスレチック」と同じで各種チャッピーが計11匹                                                                       |
| 弐ダン 雪達磨製作所 | 赤ピクミン         | ネンド坂を完成させ、葉っぱ仙人のもとにたどり着く   | 部屋が冷気で溢れており、かまどが点火していない部屋では凍えてしまう                                                                     |
| 参ダン 徒夢の採掘場 | 黄・氷・白ピクミン | オタカラを全て回収する                             | 「切磋琢磨のオアシス」とマップの作りが同じだがお宝の配置と中央上部への行き方が異なる                                                   |
| 肆ダン ダンドリ海舘 | 青・羽ピクミン     | オタカラを全て回収し、葉っぱ仙人のもとにたどり着く | 「海底リゾート」や「テキパキ水族館」と同様に水場と陸で構成                                                                             |
| 伍ダン 白の免許皆傳 | 岩・羽・白ピクミン | 全てのオタカラおよび、白オニヨンを回収する         | 「2」に登場した迷路状鉄鋼フロアが登場。白オニヨン付近の大敵はやり方によっては無視できる                                                |
| 陸ダン からくりの砦 | 赤ピクミン         | 葉っぱ仙人のもとにたどり着く                       | 序盤は宝を回収してゲートを開け、中盤ではクモが背負う爆弾を利用。終盤はベルトコンベアの切り替えで投げたピクミンを上手くスイッチに落とす |
| 漆ダン 一網打尽の庭 | 紫ピクミン         | 原生生物を全て倒す                                 | 紫の地鳴りで周囲を一網打尽でできるがロックオンのせいで狙いにくい。トッシンと併用すると少し楽                                           |
| 捌ダン 急か急か台所 | 紫・白ピクミン     | オタカラを全て回収する                             | ポンガシグサで紫に変えて紙袋をつぶすなどで早めの回収がコツ                                                                             |
| 玖ダン 淘汰の縄張り | 岩・紫ピクミン     | 原生生物を全て倒す                                 | 過去に本編でも戦ったボスや大型種と連続で戦う                                                                                           |
| 終ダン 紫の免許皆傳 | 氷・紫ピクミン     | 紫オニヨンを回収する                               | アメボウズが登場。ローラーさえ破壊すればアメボウズは攻撃手段がなくなり、逃げ切りやすい。                                               |

## ストーリー

### 第一部
とある惑星で遭難したキャプテン・オリマーは遭難先で出会った不思議な生物、ピクミンの力を借りてバラバラになってしまった宇宙船のパーツを回収し、救難信号を発信する。それを受けレスキュー隊が救助に向かうも彼らの宇宙船もまた操縦不能に陥ってしまい二重遭難となってしまう。この緊急事態に本部に残っていた新米レスキュー隊員である主人公は、急遽オリマーと隊員たちを助けるべく遭難者の待つ未知の惑星PNF-404へ向かう。
現地に到着した主人公は、救助犬のオッチンを保護し、次いでオペレーターのコリーを救出する。その後、隊長のシェパードと合流し、彼らが搭乗していた宇宙船「シェパード号」を見つけ、そこで拠点となるベースキャンプを設営し、残りの隊員の捜索に乗り出す。また、この星には宇宙各地から目的や職業も異なる者たちが訪れては遭難しており、主人公は彼らの救出にも当たる。隊員たちを救出した後、主人公らはたび重なるダンドリバトルの末、葉っぱ人と化したオリマーを救出し治療。これにて一件落着かと思いきや、オッチンの尻尾に葉っぱが生え、惑星PNF-404から離れられない身体になってしまう。

### 第二部
尻尾が葉っぱになってしまったオッチンの治療方法の解明に奔走する。やがて遭難者の一人であるコッパイ星人のドン・ベルマンから、「同胞の獣医・スパニエルが大きな犬にさらわれた」という情報を得る。さらに救出されたスパニエル本人の証言から、「大きな犬」が、オッチンとも、オリマーと行動を共にしていた宇宙犬のモスとも別個体であることが判明する。
主人公らはこれがオッチンの治療のカギになると判断し、その存在をすでに見つけていたであろうルーイを追いかける。そして、ルーイを追った先にいたのは、ヤタノワスレイヌと呼ばれる大きな宇宙犬であり、主人公たちとの戦いの末に首輪を落として逃走する。首輪についた毛をサンプルとして採取し、これを基にオッチンの治療をおこなった。

## キャラクター
前作からの続投であるキャプテン・オリマーとルーイ以外の人間の名前にはいずれも犬の犬種を捩ったものが使われている。

### レスキュー隊
主人公
本作の主人公でありレスキュー隊の新米隊員。カルタ星出身。当初は任務内容の危険性から本部で待機を命じられていたが、レスキュー隊が遭難したとの報を受け、救助のために出動する。ピクミンとオッチンを相棒に、現場での救助活動を任される。
オッチン
本作のもう一人(匹)の主人公。新米救助犬。カギヤ星出身。代々レスキュー隊の隊長の黄色のワスレイヌ。背中に主人公とピクミンを乗せて走り回ることができる他、『オネガイ』をする事で、オタカラや、オニヨンなどを匂いで探してもらうことができる。
当初は主人公よりも小柄な体格であったが、遭難者の初救出に成功した翌日に主人公やピクミンを乗せて走れるほどの大柄な体格に急成長する。その後も救助を進めていくとやる気が貯まり、新しい能力を覚える。原産の星や犬種等の情報は受け継がれていくうちに失われており、謎が多い。本来はトレーナー以外には懐かないはずだが主人公には何故か懐いており、パートナーとして救助活動に赴く。第一部の終盤でしっぽに葉っぱが生える。第二部では葉っぱが生えたオッチンを救う事も目的の1つになっている。
シェパード
レスキュー隊の隊長。カギヤ星出身。宇宙レスキュー隊を営む家系の99代目である。一流の救助犬トレーナーでもあり、オッチンのレスキュー訓練も行う。
幼少期に山で遭難した際に救助犬に助けられた過去を持っており、その影響か大の愛犬家でレスキュー犬保存会の会員でもある。隊長を務めるだけあって勇敢で決断力溢れる性格をしている。一方で犬以外の動物は大の苦手であり、初めてピクミンに遭遇した際に驚いてコリーの後ろに隠れるなど臆病な一面もある。
コリー
レスキュー隊のオペレーター兼雑用係。カギヤ星出身。学生時代にたくさんお金を稼ぐため幅広い種類のバイトをしていたため、様々なことができる。また、得意分野である機械いじりは幼少期からの習慣であり、入隊時には既に無線通信士として通用するスキルを身に着けていた。
結構マメな性格で隊員に救助状況の確認をするよう進言するが、野宿続きで疲れたディンゴに進言した際には「鬼だな」と呆れられた。隊員一の食いしん坊でもある。一方、隊長のシェパード程ではないがやや怖がりな部分があり、地下に入る際にも叫び声をあげていた。
ラッセル
レスキュー隊の材料工学と発明のスペシャリスト。カギヤ星出身。科学の力であらゆる問題を解決する事に情熱を注いでおり、シザイを渡すと様々な装備を開発してくれる。とある巨大企業の御曹司で、やや過保護気味に育てられた。パピヨンから「いつも面白いケガをする」と言われている。
ディンゴ
レスキュー隊の隊員。オーイ星出身。レスキュー隊の中でも、単独での救助を得意としている。主人公にも先輩風を吹かせて、豪快な風に振る舞っているが根は繊細で小心者である。ダンドリチャレンジやダンドリバトル、夜の探索に失敗すると代わりにクリアしてくれる。
自分の力をひけらかさないシェパードに好感を持っている。レスキュー隊のドクターであるパピヨンとは同郷の幼馴染である。遭難者の成れの果てを葉っぱ人と命名したのも彼とパイロットのバーナードである。またシェパードや幼馴染のパピヨン、そして主人公以外のメンバーを「～屋」と呼ぶ。子どもの頃家の近くにある山にどんどん登って行き遭難し、シェパードの父である先代隊長に助けられ、その時の隊長のかっこよさに感銘を受け入隊した。
パピヨン
レスキュー隊の医療担当である医師。オーイ星出身。葉っぱ人を治療するための特効薬を開発する程、その腕前は非常に高い。新米の主人公にも気さくに接するなど性格も柔らかく、おっとりしている。一方で、同郷の幼馴染であるディンゴにヒカリのミツを飲むよう仕向けるなど、マッドサイエンティストとしての一面もある。
バーナード
レスキュー隊のパイロット。ニジョウ星出身。シェパード号の操縦を担当し、高い操縦技能を持つが彼の技能をもってしても遭難してしまった事から、隊長はこの星に何かあるのではないかと考えていた。宇宙を股にかけあちこちの星へ行っていたため、様々な言語が混ざった独特な喋り方をする。
遭難直後はレスキュー隊員のメンバーディンゴと共に例の葉っぱ人とモスの動向を追っていたが、見つかってしまった際にディンゴに置いて行かれ捕まり、葉っぱ人にされてしまう。自分が葉っぱ人になったことに対する恐怖から葉っぱ人の治療を勧め、治療を進めると彼からシザイを受け取ることができる。ソウルメイトに同じくパイロットのセナがいるが、彼とのすれ違いから邪魔者と思われてしまっている。

### 遭難者・その他の主要人物
遭難者は、救助される場所などは決まっておらず救助した遭難者が何番目かで、中身の人物が変わる。第二部では一般の遭難者の全員を救助する事が目的の一つとなる。なお、本項では、機能解放（サイドミッション除く）の要件となるキャラクターと、物語上の重要人物のみにとどめる。
キャプテン・オリマー
シリーズお馴染みの主人公で、最序盤やオリマー遭難記では彼を操作することになる。ホコタテ星出身。本作の舞台である惑星に遭難する。
乗っていた宇宙船ドルフィン号は多くのパーツを失ってしまい、宇宙服の生命維持装置のバッテリーも限られている中でピクミンとモスに出会い、彼らと協力しながらパーツ集めに奔走する。例の葉っぱ人の正体。第二部からは彼に話しかける事でオリマー遭難記を遊べる。
ルーイ
ホコタテ運送の社員で、社長に命令されてオリマーを探している。第一部のエピローグに初登場し、第二部では例の葉っぱ人（キャプテン・オリマー）に代わってライバルキャラクターとなる。
モス
オリマーが出会った、緑色の犬であり、オッチンと似た風貌をしている。後に例の葉っぱ人と行動を共にしている。第一部の例の葉っぱ人と並ぶ最終ボス。
ヨーク
『ピクミン3』の主人公の1人であるアルフの兄弟で、トレジャーハンターをしている。
ドン・ベルマン
元レンジャーのトレジャー・ハンターで、食料危機に瀕した故郷のコッパイ星を救うべく、お宝の存在を聞きつけてPNF-404にやってきた。レンジャー時代は、アヒル野郎と言う相棒と活動していたらしく『ピクミン3』の主人公の1人であるキャプテン・チャーリーと仲間であったと見られる。
スパニエル
『ピクミン3』の主人公の一人・ブリトニーの親類である獣医師で、食糧難に立ち向かうための農業生産に投資したり、盗み食いをしたルーイに説教をする等食べ物に煩い。頭脳明晰で自分の事はあまり語りたがらない。
シュナウズ
全宇宙を渡り歩く特級オタカラ鑑定家。シグレ星出身。鋭い鑑定眼と独自のネーミングセンスを持っており、彼の思考モデルを基にしたオタカラ鑑定AIが開発された。救助するとオタカラ図鑑が解放される。
ダルメッシュ
ソーゾー星出身の動物愛好家。救助すると原生生物図鑑が解放される。
プデル
ノア星出身のペース・スタイリスト。救助すると、レスキューキャンプでイメチェンが解放される。葉っぱ人を10人以上回収すると、葉っぱ人へのイメチェンもできる。
コギロー
民間の工務店の親方。モモヤマ星出身。仕事は迅速丁寧だが、短気で思い込みが激しい。新惑星発見の報を聞き、「家がなきゃ始まらんだろ！」と、後先考えずに身ひとつでPNF-404へと向かった結果遭難した。救助すると過去にクリアしたダンドリバトルに再度挑戦できる。
ジン
誰も足を踏み入れたことのない秘境を求め、宇宙を放浪し続ける冒険家。フクイネ星出身。救助すると過去にクリアしたダンドリチャレンジに再度挑戦できる。
葉っぱ仙人
第二部から登場する隠しキャラクターで「オリマー遭難機」クリア後に解放される「葉っぱ仙人の挑戦状」で登場する。「葉っぱ仙人の挑戦状」を全クリアしても、自身は元の記憶を完全に忘れ、ここでの生活を気に入って元の姿に戻る事を拒んでおり、レスキュー隊も本人の意思を尊重すべきと判断し、それを承知する事にした。

## 沿革
『ピクミン3』の発売後から本作が正式に発表されるまでの間、宮本茂より開発中である旨が幾度か語られている。2015年に行われたEurogamerとのインタビューにて、「（本作が）完成間近」「ピクミンの開発チームは常に次の作品に向けて取り組んでいる」と初めて語られる。しかし、Eurogamerが独自に任天堂側に確認をとったところ、「本作が開発中であるものの現時点で他に確認できることはない」との回答があった。
E3 2016のGamerantとのインタビューでも引き続き開発中であることを明かすも、現在はより優先順位の高いプロジェクトに取り組んでいる旨が語られる。E3 2017ではEurogamerとのインタビューで「広報部から何も言わないよう言われている」としつつ、依然開発中であることが語られた。
2022年9月13日に配信された『Nintendo Direct 2022.9.13』にて2023年の発売となることを正式に発表。ピクミンやチャッピーらの登場するトレーラーが公開された。また、翌日14日には、当該配信で宮本が着用した物と同様のTシャツを含む本作タイトルロゴのPの部分をあしらったグッズの発売を発表。マイニンテンドーストアのプラチナポイント交換グッズもあわせて登場した。
2023年2月9日配信の『Nintendo Direct 2023.2.9』では、氷ピクミンや宇宙犬・オッチンなど新キャラクターを含むデモ映像が公開され、発売日もあわせて発表された。6月6日には「プロローグトレーラー」が公開され、本作のストーリーやキャラメイク要素が明らかにされた。あわせて公式HPも開設された。6月29日には体験版が配信され、そして7月21日に正式に発売された。

## 開発

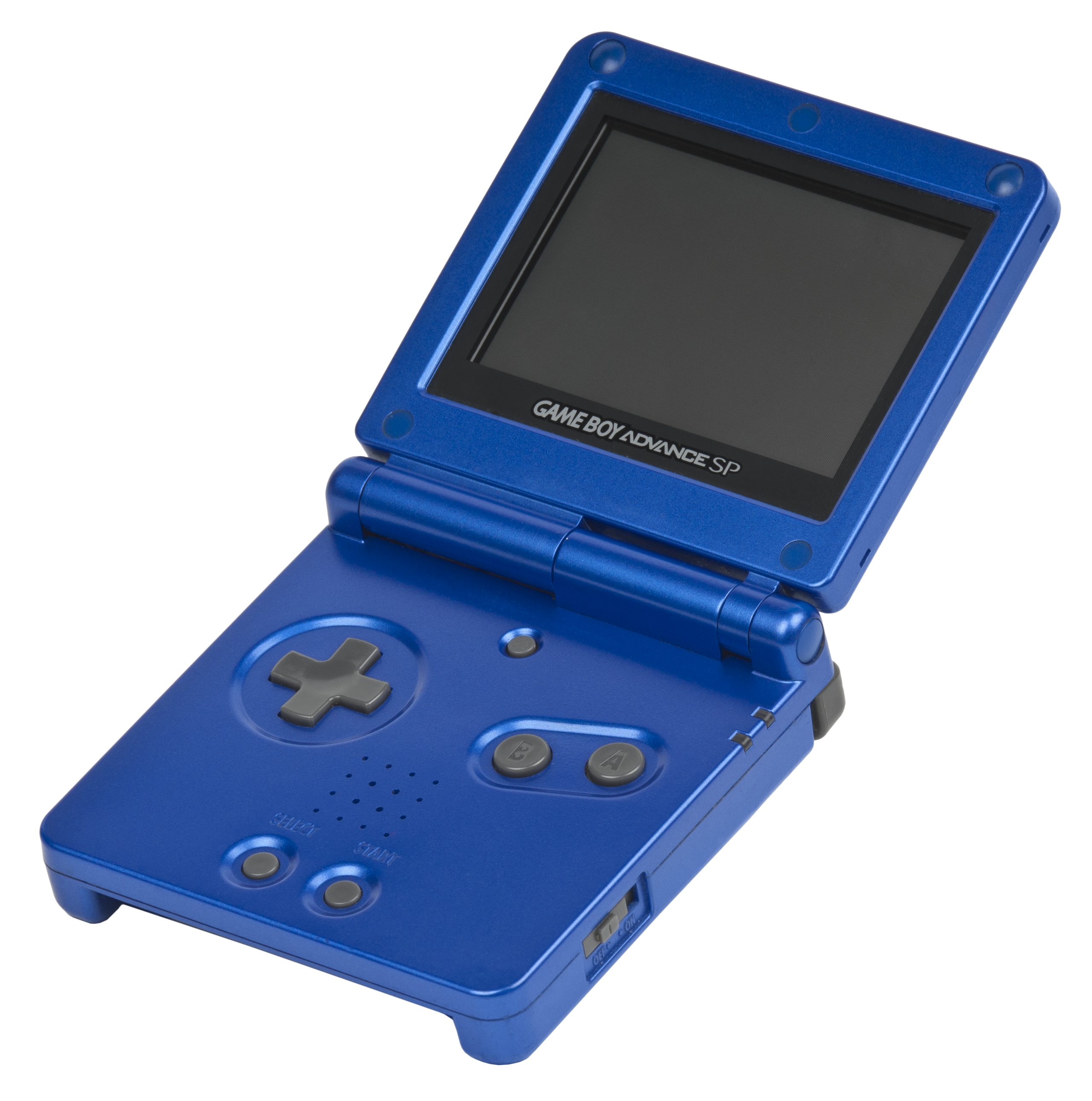
プレイヤーが「懐かしい、持ち帰りたい」と思えるものであり、かつピクミンの小ささを実感できるという条件のもと、本作に登場する「オタカラ」の選定が行われた。2000年代に発売されたゲームボーイアドバンスSPはその一例である。

シリーズを重ねる中でプレイヤーの好みが分かれてしまう中で、本作の開発に当たっては多様な好みのプレイヤーを温かく迎えるという方針が取られた
。本作に初めて触れる者でも感情移入がしやすいよう、本作の主人公はプレイヤーの分身である新米レスキュー隊員に設定された。「キャラクターはかわいいが難しい」というイメージを払しょくするため、日数制限のない地上探索をじっくり遊べるようにした一方、地下洞窟やダンドリバトルといった難易度の高いモードは段階的に遊べるようにした。また、遊ぶうちにダンドリに慣れてほしいという思いと、古参のファンが物足りなく感じてしまわぬよう、難易度選択ではなく、装備やスキルで主人公や救助犬のオッチンを強化する仕組みが取られた。加えて、『ピクミン3』で本編をクリアしやすくするために設けたミッションモードがマニア向けに思われてしまった反省から、本作では「ダンドリチャレンジ」と名を変えたうえで、本編に組み込まれた。同様の理由から対人戦である「ダンドリバトル」も本編に組み込まれ、一人でも遊べるようCPU対戦も用意された。さらに、ダンドリが苦手な者でも遊べるよう、本作では巻き戻し機能が導入された。
当初は、遭難したオリマーをプレイヤーが一人で助けに行く話であり、この時点でオタカラなどを集めるシリーズ恒例のゲームサイクルは固まっていた。
さて目玉を加えようかという話になったところで、原生生物のチャッピーを操作するという案が思い浮かんだ。『スーパーマリオ オデッセイ』のキャッピーよろしく、プレイヤーが原生生物に乗り移るという案もあったが、原生生物を動かす理由付けがみつからなかった。そこで、プレイヤー単独ではなく救助犬を同伴してはどうかという案が出て、オッチンの原型となるキャラクターが生まれた。これにより、ゲームの仕組みや物語がまとまっていき、救助犬というモチーフからレスキュー隊というアイデアが生まれていった。オッチンは、操作キャラクターとしての性質を持つと同時に、ピクミン10匹分の力を持つ「強力なピクミン」という位置づけにもあったため、当初は便利すぎるのではないかという懸念もあったものの、オッチンに別行動させることで、戦略に深みを持たせられた。なお、オッチンは最初から物語上の重要な存在だったわけではなく、システムを組み立てた後のセッティングの過程の中でそのようになっていた。また、もう1匹の宇宙犬・モスはもともとダンドリバトルの対戦相手という位置づけだったが、整合性をとりながら物語の展開を考えた結果、オッチンの存在が大きくなっていったという。原生生物は、目標とするステージ数および洞窟の数から逆算する形で登場枠の算定が行われ、復活枠と継続枠と新規枠という形で分類してからセッティングが行われた。本作の場合はステージ数が増えたため、登場する原生生物の数も過去最大になったと平向はファミ通とのインタビューの中で話している。
新しいピクミンのセッティングは作品の根本を詰めるのと並行して行われた。本作の場合は、このようなピクミンがいると面白いかもしれないという案を出し合い、そこから検証する形が取られた。このうち、氷ピクミンの「凍らせる」という要素は『ピクミン2』に出てきたアイテム・ゲキニガスプレーとほぼ同じなので、スタッフがイメージするのは容易だった。そこから、水面を凍らせた時の状況の検証が始まった。当初氷ピクミンは小さな水面しか凍らせられないという仕様だったが、遊ぶ側としては凍らせられる範囲が分かりにくいため、80～100匹であれば大きな水面を凍らせられるよう仕様を変更した。ヒカリピクミンは、本作で初めて追加された夜の探索とセットで誕生した。夜の探索は最初から具体的な内容が定まっていたわけではなく、当初は昼の探索の延長線上でありながら、強大な原生生物を用意するという案もあった。また、『ピクミン2』と『ピクミン3』では複数人での探索となったことで指示系統も増えたものの、どちらかがピクミンに指示を出している間、もう一方は何もできなくなってしまうという欠点があった。そこで、ワープ能力を持つヒカリピクミンを誕生させることで、疑似的なマルチタスクを実現した。これにより、夜の探索はタワーディフェンス性とスピーディーさを併せ持った内容となった。ただし、タワーディフェンスの性質上、プレイ時間が長すぎるとプレイヤーへの負担が大きいため、気持ちよく終われる時間には注意が払われたほか、リトライ性を高めた。
アイテム類は『ピクミン2』のゲキカラスプレーなどをもとにしているが、シザイを集めるのに時間がかかってしまうため、効果もそれに見合ったものとなった
少人数での探索が主だった過去作品と異なり、本作では、レスキュー隊や遭難者が複数人詰めているベースキャンプが拠点として用意された。チーフディレクター兼プログラミングディレクターを務めた神門有史は4Gamer.netとのインタビューの中で、最初の段階から孤独なサバイバルとは異なる切り口で行こうと決めていたと話しており、多重遭難というテーマに関連して、様々な星から人々が来るのは面白そうだし、理由がある世界の深みも増すと語っている。遭難者のセッティングに当たっては、観光旅行客や学生と引率の教師、調査に来た研究者など、現実世界でも身近な職業や立場を意識し、性格も同様に共感が持てるようなものにした。また、「楽器のオタカラを集める音楽家」といった彼らの人となりをサイドミッションと自然に結び付けられることや、彼らの個性によって作業感を感じさせないことは開発スタッフにとって収穫だった。「スタイリストを助けると『イメチェン』と称してプレイヤーの外見を変更できる」というように、遭難者の個性はゲーム内機能の解放とも相性が良く、神門はゲーム性と物語をうまくつなげられたと思っていると話している。また、プランニングディレクターの平向雄高はファミ通殿インタビューの中で、遭難者が増えた分作中世界のおかしさが増したと話している。平向は4Gamer.netとのインタビューの中で、セッティングに苦労したキャラクターとしてレスキュー隊のコリーを挙げており、理由として最初の救助対象者であること、救助後もオペレーターとしてプレイヤーと接する機会が多い立場であるため，性格付けや話し方などに時間をかけたと振り返っている。
平向はファミ通によるインタビューの中で、ゲーム内のテキストがシニカルだという指摘に対し、特にそれを目指したわけではなく、第一作から「子どもに媚びない」、すなわち「どう伝えたら子どもでも理解できるか」ということを意識しているためそうなったと話している。
ピクミンシリーズは、家の周りや庭先のちょっとしたところで壮大な冒険が始まるというテーマがあり、過去作品においては地形がゲーム都合の作りとなっていたため、本作ではより身近な表現に重きが置かれた結果、庭や屋内といった具体的な場所がステージに選ばれた。これにより、過去作品にはなかった立体感のある新たな遊びが生まれ、ピクミンの大きさをより具体的に感じられる表現も実現した。また、過去作品では見下ろし視点が中心だったのに対し、本作では自由自在なカメラアングルが採用された。視点の変化に合わせて音の変化をつける工夫もとられており、たとえばカメラが地面に近づいたときは、顔を地面に近づけているときのようにピクミンの声や足音が強調されている。また、ピクミンの人数や種類、さらには場所によってピクミンがものを運ぶ時の聞こえ方にも変化がつけられた。本作では初めてピクミンに足音がつけられており、これはプレイヤーに大勢のピクミンを動かしていることを自然に実感し、楽しんでもらうという狙いがある。
前作の移植版『ピクミン3 デラックス』では、2人で別々のキャラクターを操作する協力プレイがあったものの、このシステムでは腕前の差が出るため、親子で一緒に遊びにくいという難点があった。本作ではそれを解決するため、「エンゴ射撃」というシステムが採用された。

## 評価
ライターのお茶缶はIGNに寄せた体験版についてのレビュー記事の中で、体験版だけでもプレイ時間が3時間ほどのボリュームがあり、ピクミンシリーズとしては例を見ないとしている。お茶缶は、本作に用いられているゲームエンジンUnreal Engineの効果は絶大だとし、ここまで写実的な使い方には驚くとした一方、前作から10年もの間が空いてしまったのはゲームエンジンの変更が原因ではないかと推測している。お茶缶、はロード時間が少し長い点とチュートリアルがやや丁寧すぎる点を指摘しつつも、それ以外は文句なしだと評価している。
Game Watchの今藤弘一は、主人公たちがベースキャンプ設営後に初めて訪れるステージ「ひだまりの庭」について、本作がどのようなシステムであるかを確かめるのにちょうどよいと評している。